# Bremelanotid
{{drugbox-lat | verifiedrevid = 401934436
| IUPAC_name        = (3R,6R,9S,12R,15R,23R)-15-{[(2R)-2-
Acetamidohexanoyl]amino}-9-benzyl-
6-(3-carbamimidamidopropyl)-12-
(1H-imidazol-5-ylmethyl)-3-(1H-indol-
3-ylmethyl)-2,5,8,11,14,17-hexaoxo-
1,4,7,10,13,18-hexaazacyclotricosane
-23-carboxylic acid
| image             = Bremelanotide_chemical_structure.png
| width             = 350px
| image2            = 
| width2            = 
| ChemSpiderID_Ref =  
| ChemSpiderID = 8116997
| UNII_Ref =  
| UNII = 6Y24O4F92S
| StdInChI_Ref =  
| StdInChI = 1S/C50H68N14O10/c1-3-4-16-35(58-29(2)65)43(67)64-41-25-42(66)54-20-11-10-18-37(49(73)74)60-46(70)39(23-31-26-56-34-17-9-8-15-33(31)34)62-44(68)36(19-12-21-55-50(51)52)59-45(69)38(22-30-13-6-5-7-14-30)61-47(71)40(63-48(41)72)24-32-27-53-28-57-32/h5-9,13-15,17,26-28,35-41,56H,3-4,10-12,16,18-25H2,1-2H3,(H,53,57)(H,54,66)(H,58,65)(H,59,69)(H,60,70)(H,61,71)(H,62,68)(H,63,72)(H,64,67)(H,73,74)(H4,51,52,55)/t35-,36-,37-,38+,39-,40-,41-/m0/s1
| StdInChIKey_Ref =  
| StdInChIKey = FFHBJDQSGDNCIV-MFVUMRCOSA-N
| CAS_number_Ref =  
| CAS_number        = 189691-06-3
| CAS_supplemental  =
| ATC_prefix        = none
| ATC_suffix        = 
| ATC_supplemental  = 
| PubChem = 9941379
| IUPHAR_ligand =
| ChEMBL_Ref =
| ChEMBL =
| DrugBank_Ref =
| DrugBank          = 
| chemical_formula  = 
| C=50 | H=68 | N=14 | Co= | I= | Br= | Cl= | F= | O=10 | P= | S= | Se= | Na= | charge=
| molecular_weight  = 1025.2
| smiles = O=C(N[C@H](C(=O)N[C@@H]1C(=O)N[C@H](C(=O)N[C@@H](C(=O)N[C@H](C(=O)N[C@H](C(=O)N[C@H](C(=O)O)CCCCNC(=O)C1)Cc3c2ccccc2nc3)CCC/N=C(\N)N)Cc4ccccc4)Cc5cncn5)CCCC)C
| synonyms          = 
| density           = 
| melting_point     =
| melting_high      =
| melting_notes     = 
| boiling_point     = 
| boiling_notes     =
| solubility        = 
| specific_rotation = 
| sec_combustion    = 
| bioavailability   = 
| protein_bound     = 
| metabolism        = 
| elimination_half-life = 
| excretion         = 
| licence_EU        =   
| licence_US        =    
| pregnancy_AU      =  
| pregnancy_US      =  
| pregnancy_category=  
| legal_AU          =  
| legal_CA          =  
| legal_UK          =  
| legal_US          =  
| legal_status      = 
| dependency_liability = 
| routes_of_administration = 
}}
Bremelanotid (PT-141) je jedinjenje u razvoju od strane kompanije Palatin Tehnologije za lečenje hemoragijskog udara i reperfuzijskih povreda. On funkcioniše putem aktivacije melanokortinskih receptora MC1R i MC4R, čime se moduliše inflamacija i ograničava ishemija.
On je originalno razvijen za upotrebu u lečenju impotencije, ali je ta primena privremeno prekinuta 2008, nakon što je izražena zabrinutost zbog negativne nuspojave povećanja krvnog pritiska. Trenutno, Palatin i FDA pregovaraju o mogućem nastavku kliničkih ispitivanja faze 2 koristeći novi supkutani sistem doziranja leka koji ima malo uticaja na krvni pritisak.

## Struktura
Bremelanotid je ciklični hepta-peptidni laktamski analog melanotropina (alfa-MSH) koji aktivira melanokortinske receptore  i  u centralnom nervnom sistemu. Njegova aminokiselinska sekvenca je Ac-Nle-ciklo ili ciklo-[alfa-MSH-(4-10). On je metabolit Melanotana II kome nedostaje C-terminalna amidna funkcionalna grupa.

## Literatura
1. ↑  „Bremelanotide for Organ Protection and Related Indications, Palatin Technologies fact sheet.” (PDF). Архивирано из оригинала (PDF) 03. 02. 2009. г. Приступљено 18. 1. 2009.
2. ↑  Pfaus JG, Shadiack A, Van Soest T, Tse M, Molinoff P (2004). „Selective facilitation of sexual solicitation in the female rat by a melanocortin receptor agonist”. Proc. Natl. Acad. Sci. U.S.A. 101 (27): 10201—4. PMC 454387 . PMID 15226502. doi:10.1073/pnas.0400491101.
3. ↑  Vicki Mabrey (2006). „ABC News "The Business of Desire - Love Potion"” (HTML, Flash Video). ABC News. Приступљено 24. 1. 2009.

## Spoljašnje veze
- Bremelanotid forum

|  | Molimo Vas, obratite pažnju na važno upozorenje u vezi sa temama iz oblasti medicine (zdravlja). |